# Thalassodes hyraria
Thalassodes hyraria is een vlinder uit de familie spanners (Geometridae). De wetenschappelijke naam van deze soort is voor het eerst geldig gepubliceerd in 1857 door Guenée.
De soort komt voor in tropisch Afrika.